# Brookfield Properties
Brookfield Properties è una filiale nordamericana della società immobiliare commerciale Brookfield Property Partners, che a sua volta è una filiale della società di gestione patrimoniale alternativa Brookfield Corporation. È responsabile del risparmio gestito del portafoglio immobiliare della società, compresi uffici, edifici residenziali multifamiliari, strutture commerciali, ricettive e logistiche. Brookfield Properties ha acquisito General Growth Properties, uno dei maggiori operatori di centri commerciali negli Stati Uniti, e lo ha fuso in Brookfield Properties nel 2018.

## Storia

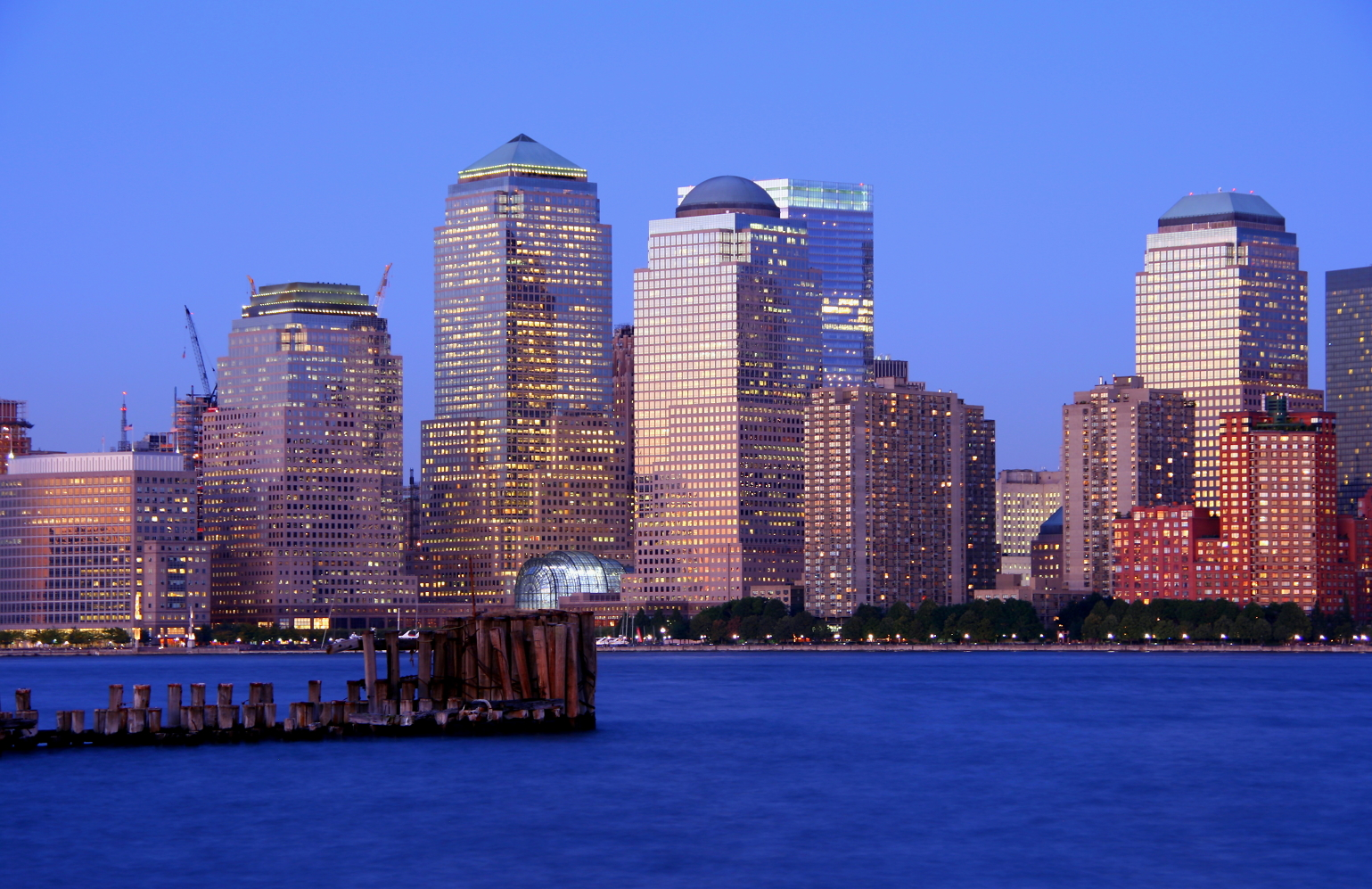
World Financial Center nel 2007

Le radici dell'azienda risalgono agli inizi del 1900 a Montréal. Allora era conosciuta come Canadian Arena Company e gestiva la Montreal Arena. In collaborazione con gli investitori di Toronto, ha costruito l'Arena Gardens a Toronto. Negli anni '20 costruì il Forum de Montréal per ospitare le franchigie della Montreal Maroons e della Canadiens de Montréal (National Hockey League); dal 1935 al 1957 la società possedette anche i Canadien. La società è stata acquisita da Edper Investments nel 1970. Durante gli anni '70, quando la società era conosciuta come Carena Properties, ha ampliato la propria attività nel settore immobiliare commerciale. Dopo la chiusura del Forum di Montreal, il Forum è stato venduto al concorrente Canderel Properties. Nel 1989, Carena ha acquisito una partecipazione del 33% in Olympia & York Developments Ltd., sviluppatori del World Financial Center di New York, e nel 1990, Brookfield ha acquisito una partecipazione del 50% in un portafoglio di immobili per uffici a Toronto, Denver e Minneapolis dalla BCE Development Corporation. Nel 1994, questa partecipazione è stata aumentata al 100% e comprendeva BCE Place, ora Brookfield Place, il complesso di uffici più importante della Brookfield Properties a Toronto. Nel 1996 Carena ha acquisito una quota del 46% della World Financial Properties, società nata dal fallimento di Olympia & York, che comprendeva tre delle quattro torri del World Financial Center, One Liberty Plaza, 245 Park Avenue a Manhattan. Quell'anno, Carena cambiò il suo nome in Brookfield Properties Corporation. Nel 1997, Brookfield Properties acquistò una partecipazione del 45% in Gentra, Inc., proprietaria di numerose proprietà commerciali a Toronto.

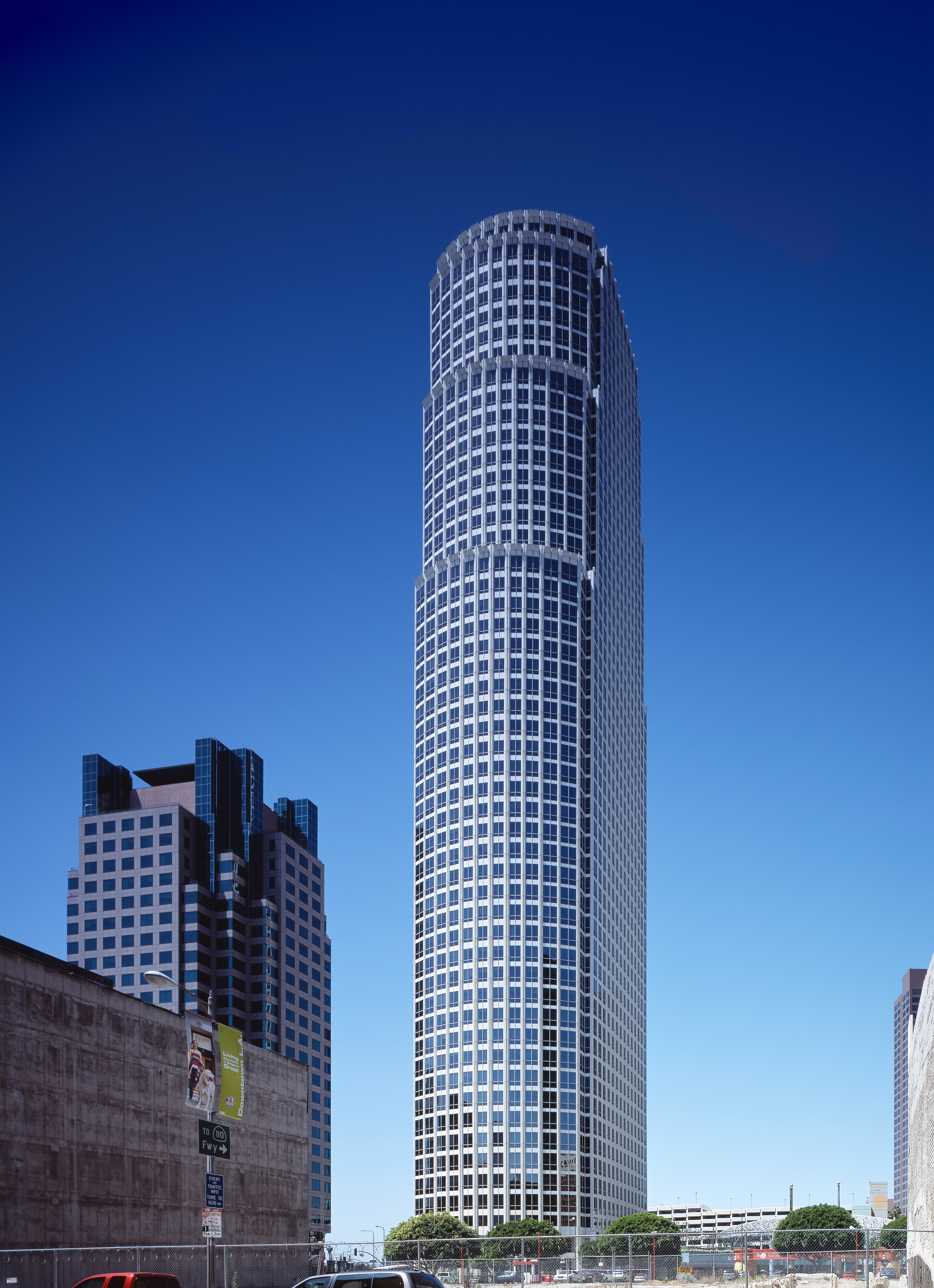
777 Tower

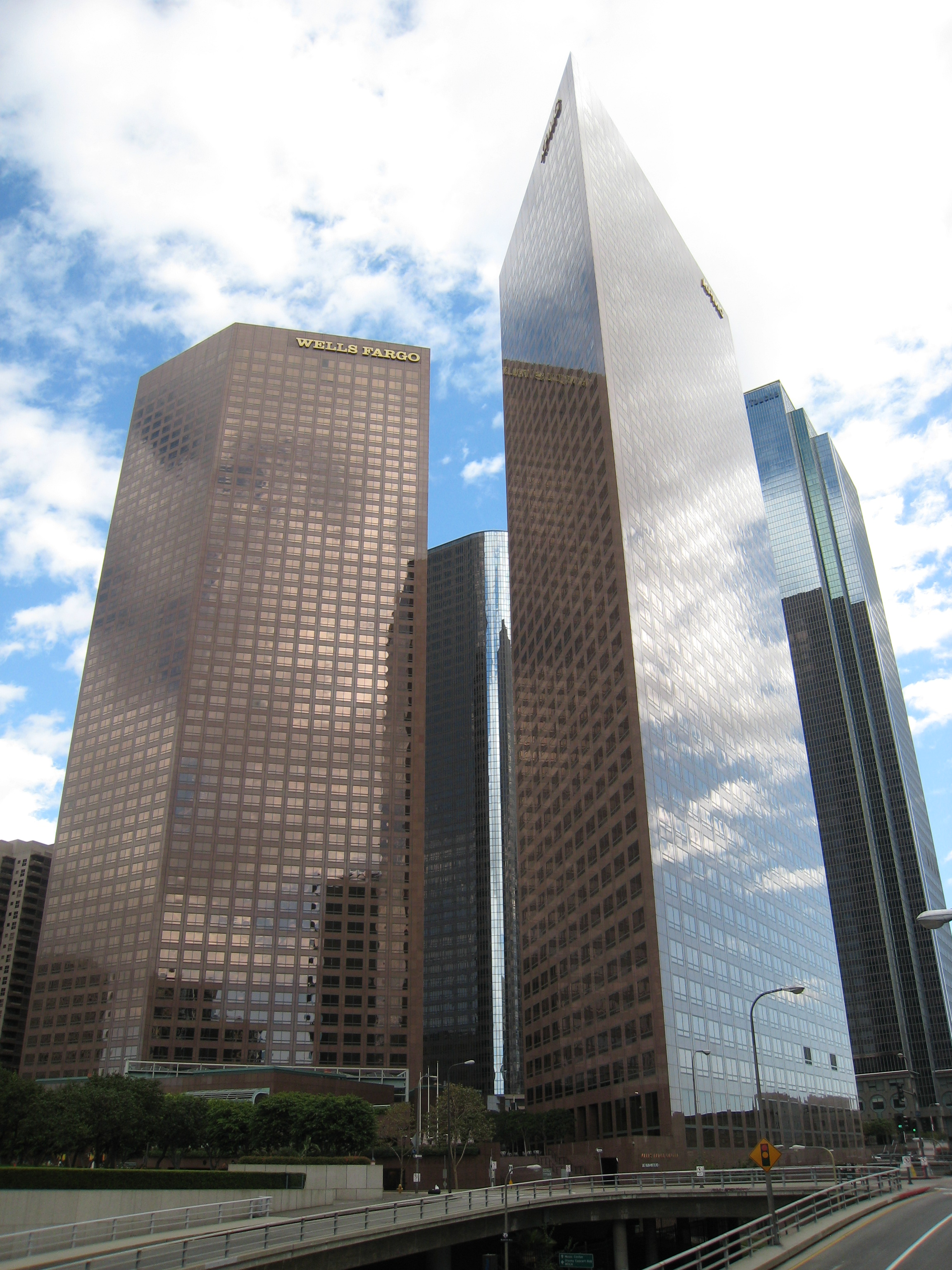
Wells Fargo Center

Nel 2000, Brookfield Properties ha acquisito un portafoglio di immobili per uffici a Calgary, compreso il complesso Bankers Hall. Nell'aprile 2001, la società perse l'affitto del World Trade Center a New York a favore della Silverstein Properties, Inc. prima che il complesso venisse distrutto negli attentati dell'11 settembre 2001. Nel 2003, Brookfield Properties ha completato lo spin-off di Brookfield Homes, ora parte di Brookfield Residential, l'attività di edilizia residenziale con sede negli Stati Uniti di Brookfield Asset Management. Nel 2005, Brookfield Properties ha acquisito una partecipazione del 25% in O&Y Properties Corporation e O&Y Real Estate Investment Trust, espandendo il portafoglio immobiliare della società in quattro città canadesi. Nel 2006, la società ha acquisito Trizec Properties, fondata nel 1960 da William Zeckendorf, sviluppatore di Place Ville-Marie.
Nel 2010, è entrata nei mercati londinese e australiano acquisendo il sito di sviluppo 100 Bishopsgate nella City di Londra e 16 proprietà per un valore totale di 8 milioni di franchi svizzeri in tre principali città australiane. In occasione della Giornata della Terra, il 22 aprile 2010, l'azienda è stata inserita nell'elenco delle "30 organizzazioni verdi" del Canada sulla base di programmi e pratiche rispettosi dell'ambiente basati su un sondaggio tra i dipendenti. Nel 2011, Brookfield Properties ha ceduto il suo gruppo residenziale di Carma Developers e Brookfield Homes (Ontario) Ltd. per fondersi con Brookfield Homes Corporation per formare Brookfield Residential Properties Inc. Nello stesso anno, Brookfield Properties cambiò il suo nome in Brookfield Office Properties per riflettere la sua attenzione agli immobili per uffici commerciali. Nel 2013, Brookfield Office Properties Inc. è diventata la più grande proprietaria di uffici di Los Angeles dopo aver acquisito il portafoglio del centro di MPG Office Trust Inc. MPG era stato uno dei più grandi promotori immobiliari della California meridionale e proprietario di lunga data di una torre di uffici a Los Angeles. Gli edifici acquisiti da MPG includono la Gas Company Tower, la 777 Tower e il Wells Fargo Center su Bunker Hill. Nel giugno 2014, Brookfield Property Partners ha completato l'acquisizione di Brookfield Office Properties.
Le azioni ordinarie BPO sono state cancellate dalla Borsa di Toronto il 10 giugno 2014 e dalla Borsa di New York il 20 giugno 2014. Brookfield Property Partners è ora l'unico proprietario di tutte le azioni ordinarie emesse e in circolazione di BPO. Il 28 agosto 2018, Brookfield Property Partners ha acquisito GGP Inc. (General Growth Properties) fondo di investimento immobiliare con sede a Chicago e operatore di centri commerciali e ha fuso le sue attività in Brookfield Properties, per 9 miliardi di dollari. Brookfield ha immediatamente venduto una partecipazione del 49% in ciascuno dei tre ex centri commerciali superregionali GGP al gruppo CBRE e una partecipazione del 49% in altri tre ex centri commerciali GGP alla controllata della TIAA Nuveen, alla ricerca di ulteriori joint venture per i suoi centri commerciali appena acquisiti. Nel maggio 2023, Brookfield Properties ha annunciato l'acquisto di un magazzino Doral di 115.000 piedi quadrati al 1500 Northwest 95th Avenue per 16 milioni di dollari.